# 5526 Kenzo
5526 Kenzo este un asteroid din centura principală, descoperit pe 18 octombrie 1991, de Takeshi Urata.